# 墨俣輪中
墨俣輪中（すのまたわじゅう）とは、岐阜県南西部の木曽三川流域にあった輪中。

## 地理

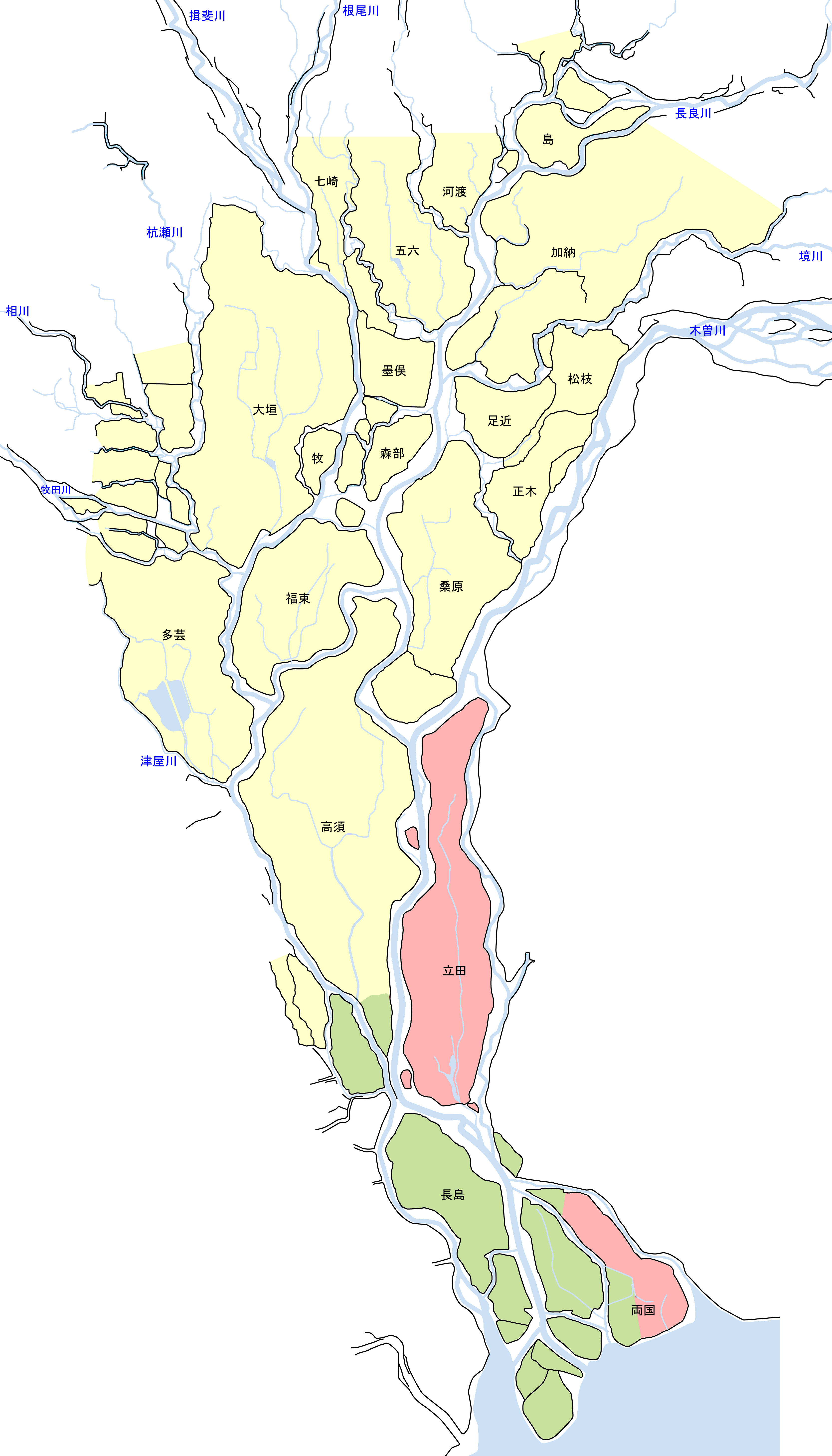
明治時代初期の輪中地帯の様子（黒字は主要な輪中名、水色線・青字は主要な河川、着色は黄が美濃国（岐阜県）・赤が尾張国（愛知県）・緑が伊勢国（三重県））

現在の岐阜県安八郡安八町北部（旧結村域）と、大垣市墨俣町（旧墨俣町域）が該当する地域。東西を長良川と揖斐川、南北を中須川と犀川に囲まれた輪中であった。明治時代には主に結輪中（むすぶわじゅう）と呼ばれていた。また輪中自体を3つに分割し、西を「西結輪中」、中を「東結輪中」、東を「墨俣輪中」とする場合もある。
この地域は揖斐川と長良川が接近する地域にあたり、派川の中須川・中村川などが複雑に絡み合って流れる流域に小輪中が形成されていた。こういった地域について安藤萬寿男は1950年（昭和25年）に著した『岐阜県新誌』の中で「網状小型輪中地域」という言葉を用いており、この地域を典型的な例として挙げている。墨俣輪中と福束輪中との間には、成立に関して互いに影響しあった小輪中が複数存在しており、本項目ではこれらを含めた地域一帯を扱うこととする。
また、地形的に考えた場合は輪中内の河川沿いの堤防などを境として、森部輪中を3つ、中須輪中を2つに分割解釈する場合もある。

## 歴史

### 輪中の出現

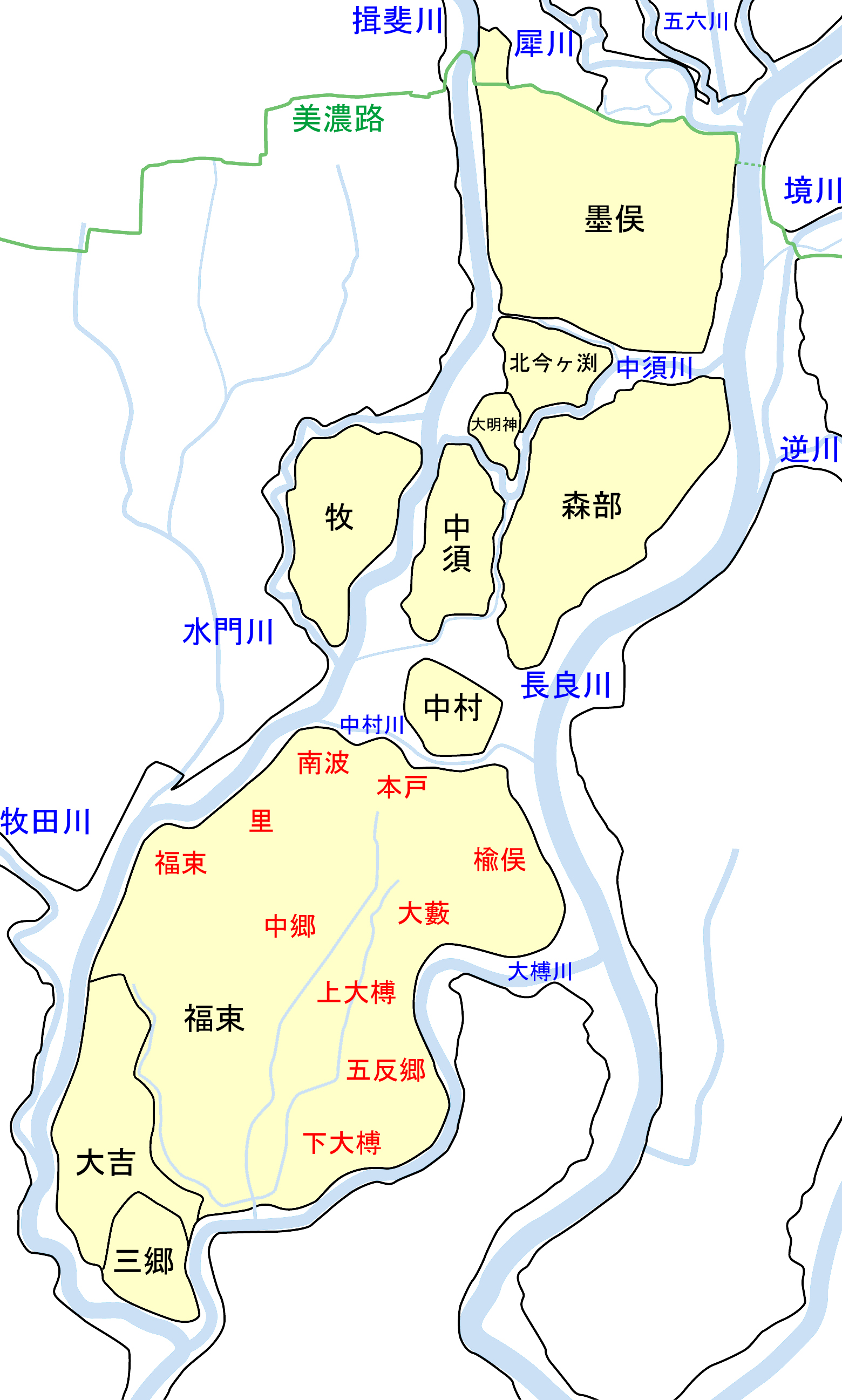
墨俣輪中と福束輪中の間に存在した輪中の様子

福束輪中を含めた地域一帯は元々揖斐川と長良川に挟まれた川中島であり、人々は水と戦いながら自然堤防の上に集落を構える状態であったが、鎌倉時代に福束輪中の地域に荘園が拓かれると、その周辺の地域で上流側のみの堤防が築かれるようになる。江戸時代を迎えると1619年（元和5年）に福束輪中が形成されるが、それに続いてこの地域の輪中も順に成立していく。
墨俣輪中の堤防は比較的早期に築堤されたと考えられ、揖斐川・長良川・犀川に面した西側・東側・北側の堤防は近世前までに完成したと見られるものの、南側の堤防は築堤に伴う周辺地域の水防上の悪影響の懸念などから折り合いがつかずに築堤できずにいた。この地域で最も早く懸廻堤を完成させたのは1665年（寛文5年）の森部輪中（もりべわじゅう）であり、墨俣輪中の懸廻堤の完成は1668年（寛文8年）であった。
墨俣・森部に続いて、揖斐川の中州には1705年（寛永2年）までに牧輪中（まきわじゅう）が形成される。この3つの輪中が、この地域で比較的初期に成立した輪中である。

### 遊水地の開発
先行した3輪中の成立により堤外地に土砂が堆積するようになり、既存輪中よりも相対的に高位となった土地の開発が行われるようになるが、新たな輪中の成立は牧輪中から100年以上後になる。これには堤外地への築堤によって既存輪中に水防上の悪影響が生じる懸念に加え、1754年（宝暦4年）の宝暦治水によって長良川の水位が上がったことなどによる排水の悪化といった事情により、新たな輪中形成の了解を得ることが容易ではなかったことが影響していると考えられる。
宝永年間に中村輪中（なかむらわじゅう）は最初の輪中らしい形態の堤防、中須輪中（なかずわじゅう）は尻無堤状態の堤防が築かれていた。しかし、いずれも宝暦治水によって排水が困難となり新たな懸廻堤が必要となったが、周辺の輪中の理解が得られず難航し、中村輪中は1831年（天保2年）、中須輪中は1860年（安政7年）にようやく懸廻堤が完成し輪中が成立した。
周囲を中須川が流れる地域にある大明神輪中（だいみょうじんわじゅう）と北今ケ淵輪中（きたいまがふちわじゅう）についても同様で、懸廻堤の完成は大明神輪中が1857年（安政4年）であり、北今ケ淵輪中は1876年（明治9年）と明治時代に入ってようやく完成した。

### 木曽三川分流工事

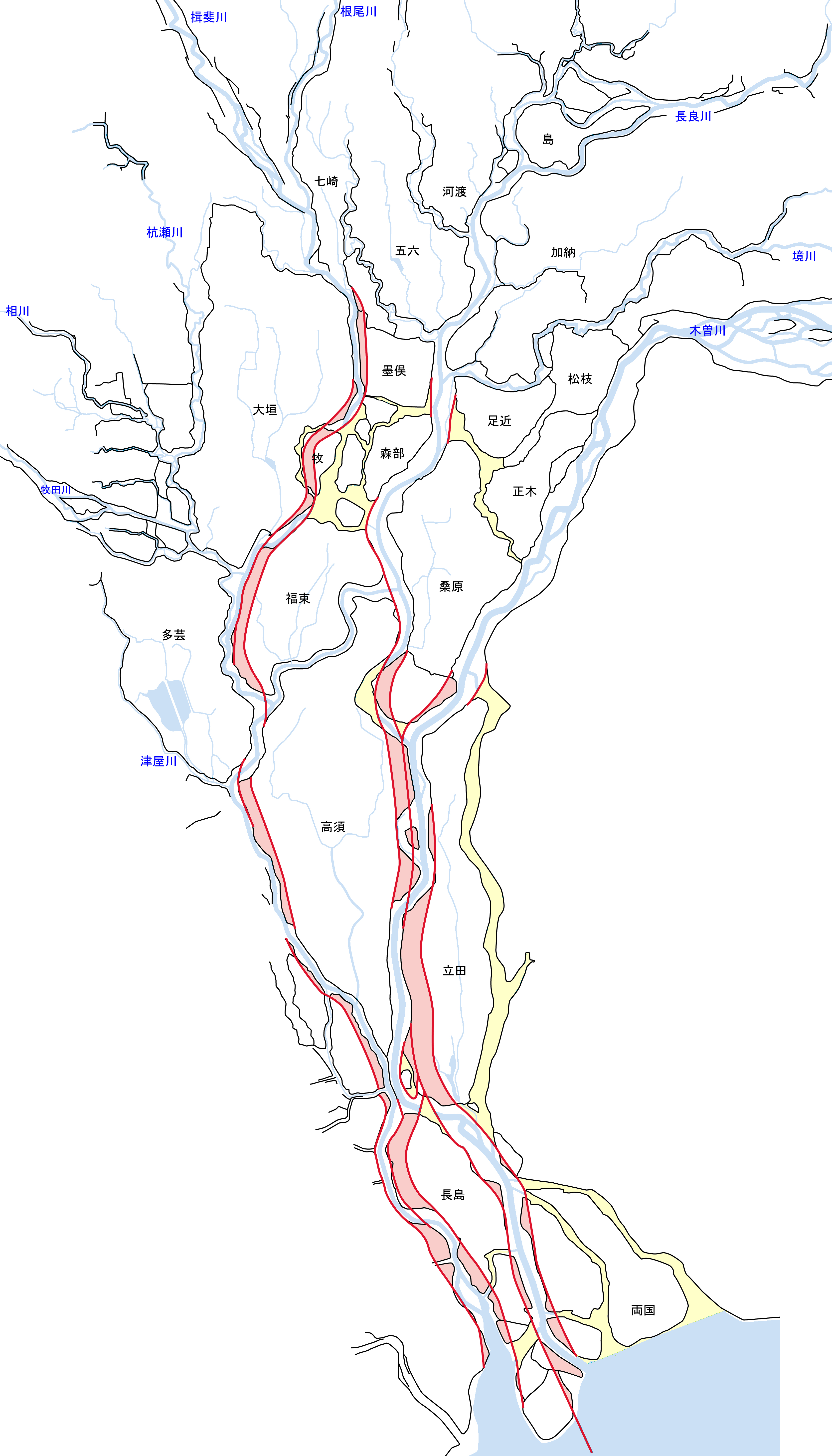
明治時代の木曽三川分流工事による堤防の変遷（赤線が新堤防、黒線が旧堤防、薄赤着色部が開削された部分、薄黄着色部が締め切りなどがされた河川）

明治時代の木曽三川分流工事において中須川・中村川が締め切られたことで、地域一帯は福束輪中から墨俣輪中までが陸続きとなった。揖斐川の中州にあった牧輪中は、輪中内を新揖斐川の河道が通されたことで東西に分断され、現在は東の牧集落は安八町、西の馬の瀬集落は大垣市となっている。

### 犀川事件

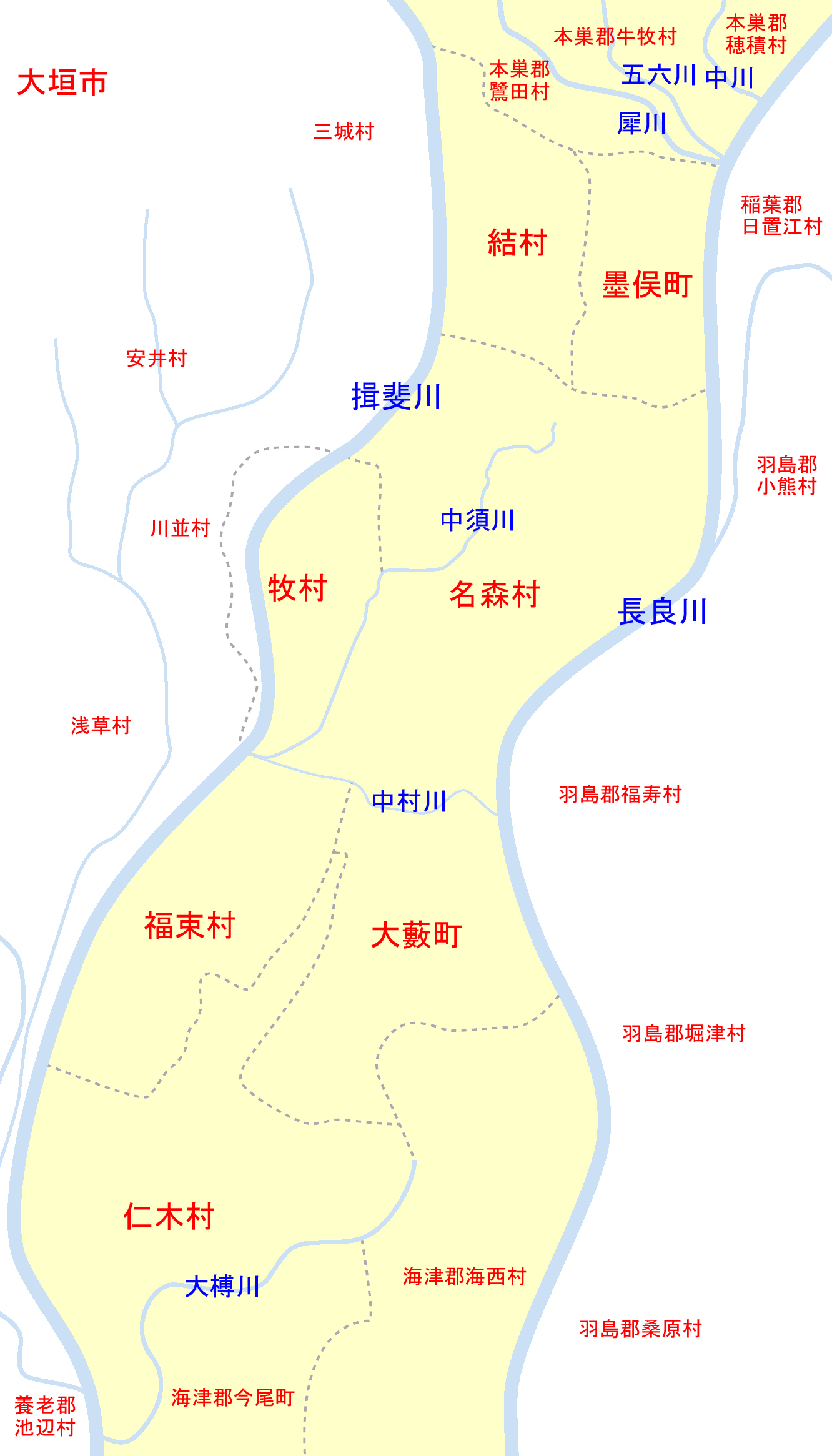
犀川事件当時の周辺自治体の位置関係図

墨俣輪中の北側には五六川・犀川などが流れていたが、特に犀川は古くから排水が悪く水害常襲地となっており五六輪中などが形成されていた。江戸時代の1700年代から幾度となく犀川改修が検討されるようになるが、その改修案はいずれも墨俣輪中などを縦断する新川を開削するものであったため、墨俣輪中などの犀川南側の反対により実現には至らなかった。
木曽三川分流工事に続いて木曽川上流改修工事が計画されると、犀川の抜本的な改修が検討されるようになる。本巣郡南部の村は1922年（大正11年）に墨俣輪中以南の安八郡7町村に対して協力を申し出るが、安八郡7町村は一貫して反対の姿勢を貫いた。工事の施工は岐阜県から農林省へと依頼され内務省の直轄となり、1928年（昭和3年）4月までに地元の同意がないまま準備が進められた。一方墨俣輪中などの地域では、福束輪中から墨俣輪中までの8輪中が合同で1928年（昭和3年）に「揖斐川以東水害予防組合」を結成していた。
地元の意見が聞き入れられないと判断した7町村の町村長や住民は1929年（昭和4年）1月7日に揃って岐阜県庁を訪れ、抗議のために各町村と役場職員が辞表を提出するが、岐阜県が勝手に事務所掌代行者を決定したことで住民らは反発。翌日以降、名森村などに警察官や陸軍省の憲兵が派遣される事件に発展した。これを受けて犀川改修案は修正され、長良川沿いの墨俣輪中・森部輪中東部に新犀川を開削された。

### その後の変化
長良川沿いに一部新しい堤防も築かれたが、中須川・中村川が締め切られるなどして役割を終えた中堤は廃堤となった部分も多い。1976年（昭和51年）9月12日の大規模な水害（9.12水害）では旧森部輪中の長良川堤防が決壊して地域全体が被災する甚大な被害となるが、牧輪中では低く削られた旧堤防跡に土嚢や畳を積み、福束輪中では道路を通すために削った旧堤防欠損部を土嚢で塞ぐなど、旧堤防跡を利用して浸水を防いだ事例が存在する。輪中成立が遅い中須輪中や北今ケ淵輪中といった相対的に高い地域はそもそも被害が少なかったが、一方で福束輪中の旧堤防締め切りなどで逃げ場を失った水は墨俣輪中へと流れ込みほぼ全域が水没した。